# 加藤裕
加藤 裕（かとう ゆたか、1971年12月24日 - ）は、金沢市在住のフリーアナウンサー。神奈川県茅ヶ崎市出身。

## 人物・来歴
日本大学芸術学部卒業後、ラジオななお、エフエム岩手アナウンサーを経て、2012年にフリーへ。
2013年から拠点を石川県金沢市に移し、メディアやイベントに登場。
バスケットボールBリーグ・富山グラウジーズや、金沢武士団アリーナMC、夏の高校野球選手権富山県大会、サッカーJリーグカターレ富山ラジオ中継、金沢市や高岡市の学童野球大会などのスポーツ実況を主に担当している。

## 出演
- バスケットボール　Bリーグ　富山グラウジーズ　アリーナMC
- JHL日本ハンドボールリーグ　北國銀行ハニービー　アリーナMC
- バスケットLIVE　富山グラウジーズホームゲーム　実況
- DAZN ツエーゲン金沢　ホームゲーム　実況

### テレビ
- チューリップテレビ
  - 「ミタイノコレクション」：ミタイノムービー担当
- ケーブルテレビ富山
  - 「bjリーグ中継」：富山グラウジーズ　ホームゲーム実況アナウンサー
  - 「高校野球中継」：夏の甲子園　富山県大会　実況アナウンサー
  - 「富山を釣る」：番組ＭＣ

### ラジオ

#### 現在の出演番組
- 北陸放送
  - あさ☀ダッシュ! 水曜 8:30-11:40

#### 過去の出演番組
- - 「おいねどいね」水曜13:00-16:00
  - 「モリラジ!」：土　9:00-12:00:2021年3月まで

- エフエム石川
  - 「ciao!-style up your life-」：2016年3月をもって担当終了

- エフエム岩手
  - 「勝ちそーラジオ」：岩手競馬情報番組。加藤の金沢転居に伴い番組自体が終了。
  - 「Posh!」：同局の夕方ワイド番組。前番組の「MAX WAVESCAPE」などの番組を担当。
  - 「NISSAN あ、安部礼司〜BEYOND THE AVERAGE」：エフエム岩手アナウンサーとして、あべ博（2012）や、岩手県が関連する企画に出演した。フリーとなった後も安部魂（2013）、あべキュン（2014）の各イベントでギャラリーMCとして登場した。